# Степанова, Милана Дмитриевна
Мила́на Дми́триевна Степа́нова (Пустой шаблон {{ВД-Преамбула}} ) — российская пловчиха, серебряный призёр чемпионата мира 2025 в смешанной эстафете 4×100 вольным стилем, чемпионка и призёр чемпионатов России, мастер спорта России (2022).

## Карьера
В ноябре 2023 года на чемпионате России участвовала в заплыве на дистанции 200 метров на спине и завоевала бронзовую медаль, уступив в финале чемпионке Анастасии Дуплинской и, ставшей второй, Валерии Егоровой. На том же турнире, Степанова в составе команды из Санкт-Петербурга завоевала золотую медаль в эстафете 4×200 метров.
В апреле 2024 года на чемпионате России 15-летняя Степанова завоевала золотую медаль на дистанции 200 метров на спине, показав время 2:11,37 секунд. В финальном заплыве она опередила Ренату Гайнуллину и Дарью Зарубенкову.
В ноябре 2024 года на чемпионате России 15-летняя Степанова завоевала золотую медаль на дистанции 200 метров на спине, показав время 2:05,20 секунд, серебро на дистанции 100 метров на спине, показав время 57,99 секунд, бронзу на дистанции 50 метров на спине, показав время 26,66 секунд.
В декабре 2024 на чемпионате мира заняла 8-е место на дистанции 200 метров на спине.

## Документы
- Список кандидатов в спортивные сборные команды Санкт-Петербурга